# Liubimivka (Lugansk)
Liubimivka (en ucraniano: Любимівка, romanizado: Liubymivka; en ruso: Любимовка, romanizado: Liubimovka) es un asentamiento urbano ucraniano perteneciente al óblast de Lugansk. Situado en el sureste del país, es parte del raión de Rovenki y del municipio (hromada) de Olénivka. Sin embargo, según el sistema administrativo ruso que ocupa y controla la región, Liubimivka pertenece al municipio de Rovenki. Durante la era soviética y hasta 2016, cuando se cambió su denominación de acuerdo con las leyes de descomunización de Ucrania, se llamaba Dzerzhinski (en ucraniano: Дзержи́нський, romanizado: Dzerzhynskyi; en ruso: Дзержинский). 
El asentamiento se encuentra ocupado por Rusia desde la guerra del Dombás, siendo administrada como parte de la de facto República Popular de Lugansk.

## Geografía
Liubimivka está 7 km al noroeste de Rovenki y 57 km al sur de Lugansk.

## Historia
El asentamiento fue fundado en 1878 e inicialmente llevó el nombre de Liubimovka.
Liubimovka pasó a llamarse Dzerzhinski Rudnik (en ucraniano: Дзержинський Рудник) en 1926 en honor al revolucionario soviético Félix Dzerzhinski.
En 1956 se simplificó su nombre a Dzerzhinski. En 1989 el lugar fue elevado a un asentamiento de tipo urbano.
Desde el verano de 2014 el lugar ha sido ocupado por separatistas de la República Popular de Lugansk durante el transcurso de la guerra del Dombás. El 12 de mayo de 2016, la Rada Suprema de Ucrania cambió el nombre de la aldea a Liubimivka como parte de la campaña de descomunización en Ucrania, pero el cambio de nombre no fue reconocido por las autoridades de la autoproclamada LPR.

## Demografía
La evolución de la población entre 2001 y 2019 fue la siguiente:
| 8718                                                          | 8599 | 8691 | 8630 |
| (Fuente: Cities & Towns of Ukraine y UKRAINE: Größere Städte) |      |      |      |

Según el censo de 2001, la lengua materna de la mayoría de los habitantes, el 90,07%, es el ruso; del 9,56% es el ucraniano.